# Най, Арчибальд
Арчибальд Эдуард Най (англ. Archibald Edward Nye; 23 апреля 1895, Дублин, Ирландия — 13 ноября 1967, Лондон) — британский военный деятель, генерал-лейтенант (14.9.1944).
Участник Первой и Второй мировых войн.
В 1941—1945 годах заместитель начальника имперского генерального штаба Британской армии.
После Второй мировой войны в 1946—1948 годах губернатор Мадраса, после обретения Индией независимости по просьбе Неру был назначен верховным комиссаром Великобритании в Индии.
В 1948—1952 годах верховный комиссар Великобритании в Индии.
В 1952—1956 годах верховный комиссар Великобритании в Канаде.